# Roberto Carlos Cortés
Pour les articles homonymes, voir Cortés.
Roberto Carlos Cortés Restrepo (né le 20 juin 1977 à Medellín en Colombie) est un joueur de football international colombien, qui évoluait au poste de milieu de terrain.

## Biographie

### Carrière en sélection
Avec l'équipe de Colombie, il dispute 26 matchs (pour aucun but inscrit) entre 1999 et 2003. Il figure notamment dans le groupe des sélectionnés lors des Copa América de 1999 et de 2001.
Il participe également à la Gold Cup de 2000.

## Palmarès
| Independiente Medellín - Championnat de Colombie (1) : - Champion : 2002 (Clôture). |  | Colombie - Copa América (1) : - Vainqueur : 2001. - Gold Cup : - Finaliste : 2000. |